# 田辺季正
田辺 季正（たなべ ときまさ、1990年8月15日 - ）は、日本の元子役、元俳優。旧芸名、田邊 季正（たなべ ときまさ）。

## 来歴
埼玉県出身。血液型はA型。スターダストプロモーションに所属していた。

## 主な出演作品

### テレビドラマ
- ストーカー・誘う女（1997年1月 - 3月、TBS） - 森田幸太 役
- 仮面ライダーシリーズ（テレビ朝日）
  - 仮面ライダーアギト（2001年1月28日 - 2002年1月27日） - 美杉太一 役
  - 仮面ライダーフォーゼ（2011年12月18日・25日） - 阿部純太 役[1]
- 金曜エンタテイメント「着物デザイナー　黛涼子の推理紀行3」（2002年3月1日、フジテレビ） - 間宮修一郎（幼少期） 役
- NHK夜の連続ドラマ「精霊流し〜あなたを忘れない〜」（2002年、NHK）
- 月曜ドラマシリーズ「麻婆豆腐の女房」（2003年5月 - 6月、NHK） - 孫孝一 役
- 水戸黄門 第32部 第12話「奉公先は子だくさん-仙台-」（2003年11月3日、TBS） - 主税 役
- 大河ドラマ「新選組!」（2004年、NHK） - 沖田惣次郎（沖田総司の少年時代） 役
- 恋する日曜日 セカンドシリーズ 第7話「僕の森」（2005年5月15日、BS-i） - 和人 役
- 魔法戦隊マジレンジャー 第23・24話（2005年8月7日・14日、テレビ朝日） - 小池幸太 役
- 日曜劇場「いま、会いにゆきます」（2005年、TBS） - 秋穂巧（中学生時代） 役
- 恋する日曜日 第3シリーズ 第21話「近くて遠い恋」（2007年5月26日、BS-i） - 荒木一郎 役
- 東京少女草刈麻有 第4話「最高のラブレター」（2008年10月25日、BS-i） - 康 役
- 怪談新耳袋スペシャル うしろ「記憶」（2009年7月9日、BS-i） - 矢野義則 役
- オトメン（乙男）（2009年8月 - 9月、フジテレビ） - 中島ヒロシ 役

### 映画
- 落下する夕方（1998年） - 直人 役
- 仮面ライダーシリーズ
  - 劇場版 仮面ライダーアギト PROJECT G4（2001年） - 美杉太一 役
  - 仮面ライダーフォーゼ THE MOVIE みんなで宇宙キターッ!（2012年） - 阿部純太 役（友情出演）
- メゾン・ド・ヒミコ（2005年） - 淳也 役
- GOEMON（2009年） - 五右衛門（青年時代） 役

### ラジオドラマ
- 岩井俊二プロデュース円都通信「少女毛虫」（TOKYO-FM）
- 岩井俊二プロデュース円都通信「ひまわり」（TOKYO-FM）

### 舞台
- BOYS LOVE Stage.（2008年） - 典間孔晴 役

### CM
- 日本石油 日石灯油（1997年）
- 花王 エコナ 素材にこだわったパスタソース「引越し」篇（2007年）
- Panasonic ココロつなぐ物語 第2話「小さな命の物語」（2008年） - ジュン 役

### 雑誌
- ニコラ（2005年12月号・2006年6月号・9月号、新潮社）